# Bhawal
Bhawal (bengalí: ভাওয়াল) fue un estado tributario protegido del tipo zamindari, uno de los más grande de Bengala, hoy en día en Bangladés, en el distrito de Gazipur, con una superficie de 1.500 km² incluyendo hasta 2.274 pueblos y aldeas y con una población de unos 500.000 habitantes muchos de los cuales subarrendatarios. Se hizo notable por el Caso Bhawal, cuando un supuesto usurpador se hizo pasar por uno mana que había muerto diez años antes y ganó el caso a los tribunales.